# فيضانات ميسينا و الانهيارات الطينية 2009
الفيضانات والانهيارات الطينية ميسينا عام 2009 وقعت في ليلة 1-2 أكتوبر وقتل فيها 31 شخصا على الأقل وبشكل رئيسي على ساحل البحر الأيوني في مقاطعة ميسينا لكنها تعدت ذلك إلى أجزاء أخرى في شمال شرق صقلية. كانت الأماكن التي لحق بها أشد الضرر جيامبلييري سوبريوري وهي بلدية صغيرة على بعد 10 كيلومترات إلى الجنوب من مدينة ميسينا في بلدية من سكاليتا زانكليا وبلدية بريغا سوبريوري.